# 若弗雷·布里索
若弗雷·布里索（法語：Geoffrey Brissaud，1998年3月23日—），法国男子花样滑冰运动员，2022年法国大奖赛冰舞铜牌得主、2023年美国大奖赛冰舞铜牌得主、2023年法国大奖赛冰舞铜牌得主、2024年加拿大大奖赛冰舞铜牌得主、2024年法国大奖赛冰舞金牌得主、2025年欧洲花样滑冰锦标赛冰舞银牌得主。